# Центр правовой зоозащиты
Центр правовой зоозащиты — российская зоозащитная организация (до февраля 2007 года она носила название «Благотворительное общество опеки бездомных животных»), ставящая целью добиться введения в России более совершенного законодательства, которое бы способствовало решению проблемы бездомных животных и защите животных от жестокого обращения. Штаб-квартира находится в Москве. Первый президент организации — общественный деятель Евгений Ильинский. С 2012 года президентом является Светлана Ильинская. Также материалы Центра правовой зоозащиты использовались в научно-исследовательских работах по биологии и правоведению.

## Деятельность
О деятельности организации говорится в обзорах российских СМИ, в частности, газет Московской правды, Комсомольской Правды, «Независимой газеты», Риа Новости.
Сотрудники организации с 2000 по 2003 год проводили акции по стерилизации бездомных кошек в Москве, стерилизовав в общей сложности около 2000 бездомных кошек. Эти акции проводились на личные средства сотрудников организации без привлечения каких-либо пожертвований и сборов.
Организация создала благотворительную информационную службу по спасению животных и информационный сайт о спасении животных в Москве.
На всем протяжении своей деятельности организация проводит благотворительные акции по спасению кошек, собак, птиц и диких животных среди которых еноты, лисицы, рыси, белки, черепахи, кролики, ондатры и др.
Сотрудники организации стремятся в первую очередь помочь тем животным, которые подвергаются жестокому обращению по вине чиновников, в том числе служб ЖКХ, при проведении различных работ по благоустройству, так как такие случаи часто происходят систематически и носят массовый характер.
Так в 2001 году, организация впервые в России подняла вопрос прекращения массового глухого замуровывания бездомных кошек в подвалах жилых домов (а также на чердаках), сотрудниками ЖКХ в Москве. В результате многочисленных обращений организации к чиновникам, в органы власти, прокуратуру и даже в ООН, в Москве была прекращена практика глухого замуровывания подвалов, а руководитель Департамента ЖКХ Москвы Н. В. Павлов выпустил информационное письмо адресованное главам районных Управ, в котором рекомендовал оставлять открытым один продух для кошек в подвалах жилых домов.
В 2003 году начальник ГУИН по Москве Виктор Злодеев приказал освободить московские тюрьмы и СИЗО от кошек, предложив отправить всех животных «по этапу» в Екатеринбург. В апреле того же года состоялась встреча представителей Центра правовой зоозащиты со Злодеевым. В результате переговоров кошкам разрешили находиться в камерах заключённых в двух тюрьмах, и они были стерилизованы силами организации. В общей сложности в московских СИЗО было стерилизовано силами организации без малого 100 кошек.
В декабре 2005 года после пожара в государственном приюте для бездомных животных на Рассветной аллее в Москве, при котором погибли 54 кошки, сотрудники организации собрали доказательства, подтверждавшие, что приют накануне пожара находился в аварийном состоянии, а бюджетные средства выделенные на его ремонт, пошли не по назначению. Центр организовал расследование, привлёк экспертов и адвокатов. Экспертные заключения и фотографии с места события сделанные сотрудниками организации повлияли на решение Тверского районного Суда города Москвы, который признал Департамент ЖКХиБ Правительства Москвы, службу отлова диких животных и московский кинологический центр виновными в гибели кошек и обязанными возместить моральный ущерб в общей сумме 90 000 рублей 67-летней пенсионерке Нине Вусс — опекуну, которая заботилась о кошках, ремонтировала и утепляла муниципальный приют на собственные деньги.
С самого начала своей деятельности сотрудники Центра спасали котят с «Птичьего рынка» выброшенных так называемыми перекупщиками (мошенниками, которые. под видом людей, оказывающих услуги по устройству котят в добрые руки, берут деньги, якобы за пристройсто животных, и затем выбрасывают их). В 2006 году сотрудники Центра для того, чтобы донести до широкой общественности информацию о перекупщиках и тем самым уменьшить число замученных животных, написали и проплатили публикацию большой рекламной статьи в газете «Мир новостей» о перекупщиках. В этой статье пропагандируется стерилизация кошек, а так же доносится информацию о том, что не бывает «добрых» перекупциков, у которых не умирают котята, так как в любом случае при торговле котята заражаются инфекцией.
В апреле 2008 года представители Центра правовой зоозащиты спасли из подвала пятиэтажки на Мичуринском проспекте, предназначенного под снос, около 20 кошек. Зоозащитникам пришлось обратиться в районную управу с требованием открыть им дверь подвала, чтобы вытащить оттуда животных — местные муниципальные службы отказывались это делать
В марте 2010 года сотрудники Центра спасли на проспекте Мира в Москве рысь убежавшую от хозяина. Они её отловили, передержали и возвратили владельцу.
Летом 2011 года сотрудники Центра организовали отлов домашнего енота-полоскуна в Москве, который убежал от владельцев и прятался на дереве.
С 2013 года организация начинает добиваться прекращения строительства и демонтажа вертикальных набережных (берегоукреплений) на водоёмах Москвы и Подмосковья, так как это ежегодно приводит к массовой гибели птенцов водоплавающих птиц, которые из-за вертикальных берегоукреплений не могут выбраться на берег, чтобы отдохнуть и обогреться, в результате чего они умирают от переохлаждения и усталости. С целью изменения этой ситуации, организация направляет многочисленные обращения к властям и чиновникам. Из-за невозможности добиться радикальных мер — демонтажа берегоукреплений и восстановления естественной береговой линии, организация через СМИ обратилась к обычным гражданам с призывом самостоятельно строить плоты для спасения утят. Сотрудники организации также сами устанавливают плоты каждой весной на разных прудах в Москве.
В феврале 2014 года сотрудники Центра спасли домашнего енота, который поселился на автостоянке в машине на Сколковском шоссе.
В 2015 году организация обратилась в Генеральную прокуратуру РФ с просьбой прекратить жестокое обращение с животными в Приморском сафари-парке и возбудить уголовное дело по 245 статье УК РФ «Жестокое обращение с животными» в связи с тем, что директор этого сафари-парка Дмитрий Мезенцев регулярно отдавал на растерзание тиграм и леопардам живых животных: козлов и кроликов. Несмотря на очевидные признаки умышленного уголовного наказуемого деяния, прокуратура, после затянувшегося на полгода разбирательства, в возбуждении уголовного дела отказала, сославшись на якобы проводимую Приморским сафари-парком программу реинтродукции, что не соответствует действительности, так как тигров содержащихся в нём не планируют выпускать в дикую природу.
В 2016 году организация провела собственное расследование обстоятельств массовой гибели водоплавающих птиц, в том числе занесённых в Красную книгу Москвы, в Тимирязевском парке столицы. Лабораторные исследования тушек погибших птиц, инициированные организацией, показали, что все птицы были отравлены изониазидом. Организация обвинила в содеянном службы ЖКХ, которые таким образом очищают город от излишнего числа животных.
Летом 2016 года организация спасала уток с Варшавского пруда в Южном Чертаново, в который из-за аварии хлынул кипяток. Обожжённые утки были доставлены организацией в ветеринарную клинику «Зелёный попугай», где ветеринары выходили птиц. А осенью того же года Центр принимал участие в спасении других уток с того же самого Варшавского пруда, которых в конце лета выпустили в пруд местные чиновники в рамках праздничных мероприятий. Когда пруд начал замерзать эти утки не могли улететь, так как они были домашними и не умели летать и поэтому их надо было отливать, чтобы они не замёрзли.
Организация впервые в Москве поднимает вопрос массового замуровывания живых голубей в чердачных окошках под крышами жилых домов в Москве и области (прежде всего девятиэтажек постройки 1960-х гг) при проведении работ по ремонту фасадов. В ряде случаев организации удаётся добиться размуровывай окошек и спасения птиц. Однако, в случае замуровывания окошек в девятиэтажке на Коровинском шоссе в доме 3 корпус 1, организация сталкивается со злостным сопротивлением чиновников, в результате которого замурованные птицы погибли, после чего организация начинает добиваться от правоохранительных органов проведения следственно-оперативных мероприятий для возбуждения уголовного дела.
Организация поднимает вопросы незаконности осушения прудов службами ЖКХ в Москве и области с целью их очистки или реконструкции в период выведения потомства у водоплавающих птиц в мае, июне и июле, что приводит к массовой гибели утят. Организации удаётся добиться остановки осушения некоторых прудов, в частности Конторского пруда в Коммунарке. Однако в ряде случаев бороться с чиновниками организации в одиночку было не под силу, поэтому сотрудникам организации приходилось проводить отлов утят. Так, при осушении Большого Черкизовского пруда сотрудникам организации пришлось участвовать в отлове утят с осушаемого пруда с целью их спасения. Так же организация, не надеясь на остановку осушения прудов зимой 2018 г., взяла на содержание всех ондатр (пять особей) обитающих в Варшавском пруду в Южном Чертаново, которых отловили строители, передержав их зимой в квартире и выпустив весной в тихую подмосковную речку..
Организация добивается спасения животных замуровываниях в пустых квартирах и иных помещениях после смерти хозяев или заблокированных при иных обстоятельствах. Поднимает вопрос о массовости подобных явлений в России и отказе полиции принимать меры к освобождению таких животных.. Весной 2020 года во время эпидемии COVID—19, предвидя, что при массовой госпитализации больных, их домашние животные будут блокироваться в пустых квартирах, организация направила обращения властям с требованием создать пункты передержки для животных, чьи хозяева находятся в больнице.
Организация оказывает помощь людям, которые спасают бездомных животных или содержат в квартирах большое количество животных, защищает их от нападок соседей. В 2004 году организация подняла вопрос тяжёлого неоплачиваемого труда людей, содержащих много спасённых бездомных животных, обратившись с «Манифестом в ООН», обосновав в нём, что государство не должно допускать такой ситуации, при которой люди, наблюдая страдания бездомных животных на улице, вынуждены постоянно спасать животных и брать их домой, испытывая в результате различные лишения, а если государство такое допускает, то оно должно выплачивать таким людям пособия.
Организация несколько лет помогала выживать знаменитому во времена СССР дрессировщику Эдуарду Рыбакову, который, не получая пенсии и не имея средств к существованию, содержал трёх дрессированных медведей.
Организация многократно спасала кошек из нескольких домашних приютов после смерти владельцев с последующей их доставкой в приют «Эко-Вешняки» на ул. Аллея первой маёвки, а также с последующем содержанием спасённых кошек в квартирном приюте организации.
В связи с отсутствием пригодных мест для гнездования водоплавающих птиц в Москве, участились случаи выведения потомства кряквами на крышах домов с отсутствием возможности утятам спуститься вниз. Организация проводит акции по спасению таких выводков.
Ежегодно, с наступлением морозов, организации приходится участвовать в спасении уток, которые вмерзают в лёд или не могут улететь с замёрзшего пруда из-за травм.
Осенью 2018 года организация предпринимает попытку вернуть пенсионерке Т.Ахметьевой её кота, которого она потеряла и затем обнаружила в организации занимающейся платной передержкой животных, сбором пожертвований и содержаниям кошек в клетках, которая именует себя «Приют Муркоша». Несмотря на то, что Центру правовой зоозащиты удалось привлечь общественный интерес к этому событию и добиться резонанса, вернуть животное хозяйке так и не удалось. Центр правовой зоозащиты помог Ахметьевой составить исковое заявление и обратиться в суд, в котором сотрудник организации Евгений Ильинский был представителем истицы Ахметьевой. Однако Суд не удовлетворил её иск.
Осенью 2018 года при реконструкции поймы реки Яуза в г. Мытищи под угрозой уничтожения оказались хатки бобров и сами животные. Организация изучила проектную документацию и выступила в СМИ с обвинением строителей в нарушении закона, что вызвало общественный резонанс, в результате чего, строители огородили места обитания бобров и не стали трогать их жилища, и даже организовали доставку кормов для бобров.
Весной 2020 года организация обратилась в прокуратуру с жалобой на самоуправство руководителей Воронежского интерната милосердия для престарелых и инвалидов, которые во время эпидемии COVID—19 в России не пускали инвалидов постояльцев интерната во двор покормить бездомных кошек, заставляя их круглосуточно находится в помещении.
Летом 2020 года организация обратилась в прокуратуру после того, как в Бескудниковском районе Москвы чиновники снесли голубятню вместе с живыми голубями. Организация также выступила с предложением установить монумент на месте гибели птиц.
Организация имеет квартирой приют в котором содержится около 60 кошек и 30 голубей.
С 2018 года организация проводила наблюдения за поведением огарей на московских прудах в связи с многочисленными жалобами в Организацию на агрессию огарей в отношении крякв и других водоплавающих птиц, которых Московский зоопарк выпускает на "самовыпас" в город.  Кадры из видеомониторинга Центра правовой зоозащиты, на которых зафиксированы случаи нападений огарей на крякв, вошли в репортаж программы Вести-Москва об интродукции огарей в Москве.  
С 2011 года организация занимается критикой таких направлений, как биоцентризм, освобождение животных, веганство, права животных, публикуя аналитические статьи (см. Публикации).

## Отношение к проблеме бездомных животных
Сотрудники организации выступают против реализуемой в Москве стратегии по регулированию численности бездомных животных с помощью стерилизации с последующим их выпуском обратно в места поимки, обосновывая, что такой метод негуманен и не ведёт к решению проблемы бездомных животных, считают недопустимой в будущем практику узаконивания другими субъектами Российской Федерации права бездомных животных на свободное обитание на улицах.
В 2003 году сотрудники организации стали свидетелями массового нападения стай бродячих собак на бездомных кошек. Эта тема впервые в России была поднята на страницах газеты «Московская правда» в статье Евгения и Светланы Ильинских «Собачий вальс под кошачий реквием» (05.12.2003) А в 2005 году Центром было проведено исследование доказывающее, что истребление кошек бродячими собаками в Москве носит массовый характер.
В 2005 году организация инициировала проведение экспертного опроса ВЦИОМ о положении бездомных кошек в Москве, в котором опрашивались люди, опекающие бездомных кошек. Опрос показал, что уничтожение кошек стаями бродячих собак — главная причина гибели бездомных кошек в Москве.
Свои наблюдения за нападением собак на кошек и собранные данные Светлана и Евгений Ильинские систематизировали в научной статье «Собаки, как доминирующие хищники в экосистемах городов» («Ветеринарная патология», № 2(17),2006 г.) (См. публикации)
5 января 2005 года в статье С. и Е. Ильинских «Истребление под флагом гуманности» на страницах газеты «Мир новостей» впервые в России была поднята тема массового истребления диких животных бродячими собаками. А через две недели Центр организовал и провёл пресс-конференцию, пригласив для участия в ней главного редактора Красной книги Москвы к.б.н. Б. Л. Самойлова, который впервые обнародовал информацию об истреблении бродячими собаками фауны в том числе краснокнижных видов на ООПТ Москвы.
Организация проводит исследовательскую работу по сбору данных из природоохранных организаций об истреблении бродячими собаками дикой фауны.
В 2011 году Евгений Ильинский издал брошюру «Комплексная оценка эффективности применения различных стратегий регулирования численности бездомных животных в городских экосистемах». В этой работе он доказывает, что программа стерилизации бездомных животных с последующим выпуском их обратно на места обитания (ОСВ — отлов, стерилизация, возврат или ОСВВ — отлов, стерилизация, вакцинация, возврат), во-первых, противоречит гуманности к животным и во-вторых, вопреки заявленным целям своего применения, вообще не является методом регулирования численности животных. Ильинский объясняет в своей работе, что при проведении ОСВ численность животных на самом деле регулируется не стерилизацией, которую технически невозможно проконтролировать и осуществить поголовно, а регулируется жестокими способами, такими как смерть от голода, замерзание, загрызание собаками кошек и собак, смерть от инфекций и паразитов, попадание под машины и другие несчастные случаи, утопление ненужных котят и щенков практикуемое в народе, а также тайным уничтожением животных подручными средствами, проводимым населением, которое неизбежно будет недовольно присутствием бездомных животных. Ильинский делает вывод, что программу стерилизации нельзя назвать ни методом регулирования, ни, тем более, гуманным методом и, следовательно, проводить её нельзя.
В 2012 году организацией было составлено юридическое обоснование «Программа стерилизации бездомных животных — уголовное преступление».
Сотрудники организации считают, что для решения проблемы бездомных животных необходимо запретить пребывание безнадзорных животных на улице, создать приюты для животных обязательного приёма, в которых не содержать их пожизненно (так как это невозможно финансово), а искать им хозяина. В случае же невостребованности, гуманно усыплять. Именно так, по мнению организации, решают данную проблему во всех развитых странах. В качестве профилактической меры, организация предлагает в обязательном порядке регистрировать и чипировать всех собак и кошек и ввести в стране дифференцированное налогообложение владельцев домашних животных, при котором налог с хозяев стерилизованных питомцев будет существенно ниже. Данный механизм позволит резко уменьшить число животных необеспеченных владельцами. Однако представители организации отмечают, что стимулирование стерилизации более актуально для владельцев кошек, а для владельцев собак более актуальны повышение качества породного разведения собак и штрафы за несанкционированное появление потомства. Зоозащитники допускают проведение эвтаназии невостребованных животных в муниципальных приютах также и потому, что переполненные приюты перекроют возможность помещать туда новых животных, что неизбежно парализует решение проблемы. По мнению Евгения Ильинского, усыпление человечнее, чем ОСВ.
В качестве альтернативы усыплению зоозащитники предложили в 2004 году свою программу, которая сводится к организации платной домашней опеки над безнадзорными животными. При этом число животных, находящихся в одной передержке, должно быть ограничено: не больше пяти кошек либо двух мелких или одной крупной собаки.
Эксперты «Центра правовой зоозащиты» считают что узаконивание свободного обитания безнадзорных собак на территории Москвы нарушает права граждан и ведёт к массовому истреблению собаками кошек и диких животных, что идёт вразрез с концепцией гуманного отношения к животным.

## Критика, травля и преследования
С 2004 года, после того, как Центр начал борьбу с проведением в России программы ОСВВ, Центр стал подвергаться травле и клевете со стороны лиц и радикальных организаций за права животных лоббирующих программу ОСВВ. Почвой для клеветы служило навязываемое радикалами карикатурное представление о том, что все кто выступает против свободного обитания бродячих собак на улице — догхантеры либо ненавистники животных.
Так в апреле 2006 года распространением лжи о Центре занимались лидеры организации «Центр защиты прав животных ВИТА» в результате чего сотрудники Центра вынуждены были возбудить гражданский процесс по защите чести и достоинства и выиграли его.
Сотрудники Центра защиты прав животных «Вита», относящегося к Движению за освобождение животных, резко выступают против возвращения практики усыпления бродячих собак.
На пикете, организованном «Витой» и проводившемся во время заседания суда против опекуна восьмерых бездомных собак Лидии Поповой, обвинявшейся в избиении двух милиционеров, некоторые участники выкрикивали ругательства в адрес Евгения Ильинского.
В 2009 году президент Центра Евгений Ильинский был приглашён в качестве эксперта стороной обвинения на судебное заседание по делу искусствоведа Дмитрия Худоярова, обвиняемого в отстреле бездомных собак в Москве. Появление Ильинского возле Черёмушкинского суда 9 сентября 2009 года было встречено протестом со стороны участников пикета противников Худоярова. Пикетчики не давали Ильинскому отвечать на вопросы журналистов и комментировать процесс, загораживая его плакатами от телекамер. От рукоприкладства оппонентов сдерживала милиция.
В июле 2017 года на сотрудника Центра общественного деятеля Александра Кулагина было совершено нападение зооэкстремистской группировки возле здания Бутырского суда, куда Кулагин пришёл в качестве истца на заседание суда по делу о защите чести, достоинства и деловой репутации в связи с оскорблениями, которые наносил ему один из членов организации «Альянс защитников животных». Кулагин вместе со свидетелем по его делу в буквальном смысле отбивался от нападавших и только благодаря своей физической подготовке не получил травм.
28 августа 2020 года в Бескудниковском районе г. Москвы по распоряжению Управы района была снесена голубятня, в которой, по информации от владельца и совладельца голубятни, а так же по другим данным, во время сноса находились птенцы голубей. После этого Центр правовой зоозащиты обратился в ОМВД Бескудниковского района Москвы с просьбой возбудить уголовное дело в отношении виновных в гибели птиц по 245 статье УК «Жестокое обращение с животными». Почти через полгода на организацию был подан судебный иск по защите чести и достоинства от заместителя начальника отдела благоустройства Управы Бескудниково.
17 марта 2021 года по дороге из Общественной Палаты РФ, где проходили общественные слушания на тему регулирования численности бездомных животных, в которых принимал участие Центр правовой зоозащиты, на сотрудников организации, а так же на охотника-общественника, активно выступающего против ОСВВ, Максима Парфирьева было совершено нападение. Человек, который, по показаниям свидетелей, преследовал группу общественных деятелей от здания Общественной палаты РФ, распылил в глаза Максиму Парфирьеву химическое оружие и скрылся. Разлетевшиеся брызги попали в глаза Александру Кулагину и Светлане Ильинской, вызвав ожоги конъюнктивы. Все пострадавшие выразили уверенность, что нападавшими были экстремистски настроенные радикальные зоозащитники, которые также принимали участие в слушаниях в Общественной палате, которые конфликтно вели себя на слушаниях и которые регулярно присылали угрозы сотрудникам Центра, а Максим Парфирьев получил письменные угрозы буквально накануне нападения.

## Публикации
- На зелёном поводке оппозиции
- Агрессивные веганы — опасная секта?
- Отцы и дети экстремистского биоцентризма
- Нужна ли нам индусская зараза?
- Пролетая над большой кормушкой
- Псины замедленного действия
- Куда ведут веганские мессии?
- Зоорабы, рабы любви — несчастные кормильцы сатаны
- Зоолохотрон, или почему депутаты голосуют единогласноза экстремистов?
- Кошка, которой страшно гулять самой по себе
- Экстремистский биоцентризм
- Гуманизм ценою в жизнь. // mospravda.ru.
- Куда бежит собачья стая? // mospravda.ru.
- Собаки, как доминирующие хищники в экосистемах городов (авторы: Е. А. Ильинский, С. О. Ильинская, «Ветеринарная патология», № 2(17),2006 г.)